# Аріан блакитноволий
Аріа́н блакитноволий (Polyerata amabilis) — вид серпокрильцеподібних птахів родини колібрієвих (Trochilidae). Мешкає в Центральній і Південній Америці. Панамський аріан раніше вважався конспецифічним з блакитноволим аріаном, однак був визнаний окремим видом.

## Опис

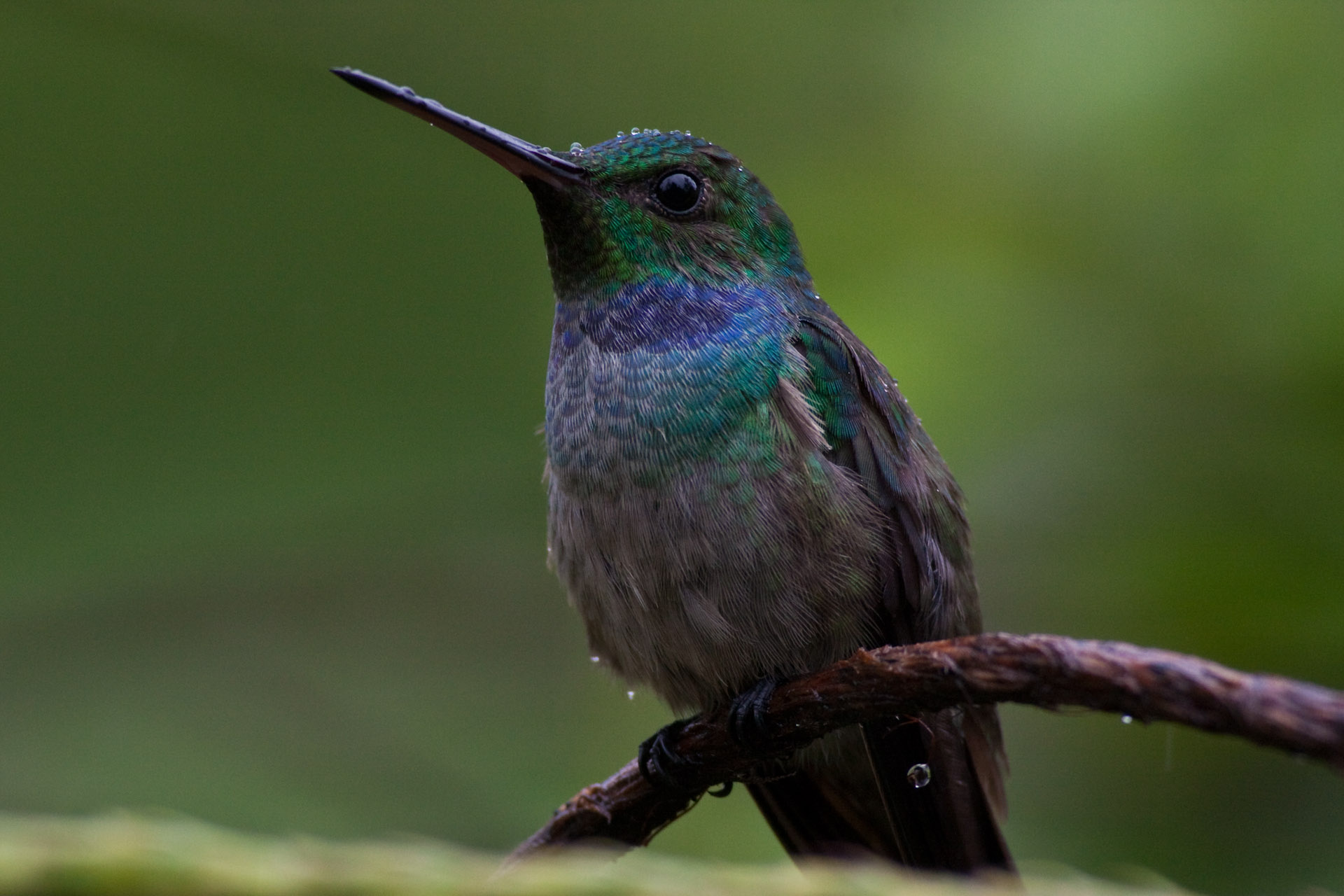
Блакитноволий аріан

Довжина птаха становить 7,5—9 см, вага 4,2 г. Виду притаманний статевий диморфізм. 
У самців тім'я і скроні яскраво-зелені, блискучі, спина бронзово-зелена. Верхня частина горла темно-зелена, на нижній частині горла і грудях яскрава пурпурово-синя пляма. Боки зелені, живіт чорнувато-зелений, нижня частина живота сірувато-коричнева. Центральні стернові пера пурпурово-бронзові, крайні стернові пера синювато-чорні з темно-сірими кінчиками. Дзьоб чорний, знизу біля основи рожевий, завдовжки 18 мм. 
У самиць тім'я і обличчя бронзово-зелені, горло і груди блідо-сіруваті, сильно поцятковані зеленими плямками, на грудях плямки більш сині. Хвіст бронзово-чорний, крайні стернові пера мають білуваті кінчики.

## Поширення і екологія
Блакитноволі аріани мешкають у Нікарагуа, Коста-Риці, Панамі, а також у Колумбії і Еквадорі на захід від Анд. Вони живуть у вологих тропічних лісах, на узліссях і галявинах, в рідколіссях, на плантаціях і в садах, на висоті до 1000 м над рівнем моря. 
Живляться нектаром квітів, які шукають у нижньому і середньому ярусах, а також комахами, яких збирають з листя. Вони шукають квіти, пересуваючись за певним маршрутом, або захищають кормові території. Зависають у повітрі над квітками. 
Сезон розмноження триває з лютого по травень. Самці токують, приваблюючи самиць співом. Гніздо чашоподібне, робиться з рослинних волокон, лишайників і моху, розміщується на горизонтальній гілці дерева на узліссі, на висоті 2 м над землею.